# Dick Quax
Theodorus Jacobus Leonardus Quax, dit Dick Quax (né le 1er janvier 1948 à Alkmaar aux Pays-Bas et mort le 28 mai 2018 à Auckland en Nouvelle-Zélande), est un athlète néo-zélandais spécialiste des courses de fond.
Avec Rod Dixon et John Walker, il est l'un des trois coureurs néo-zélandais à s'être distingué au plus haut niveau au cours des années 1970, en devenant vice-champion olympique du 5 000 mètres aux Jeux olympiques de 1976 de Montréal, et en battant le record du monde de l'épreuve en 1977.

## Biographie
En 1970, Dick Quax gagne la médaille d'argent sur 1 500 mètres aux Jeux du Commonwealth d'Édimbourg, après avoir été le seul à suivre le rythme du Kényan Kip Keino, à l'époque champion olympique en titre. Il participe aux Jeux Olympiques de 1972 sur 5 000 mètres mais il ne se qualifie pas pour la finale. Quatre ans plus tard, il remporte la médaille d'argent aux Jeux Olympiques de Montréal sur 5 000 mètres derrière Lasse Viren.
En 1977, il bat le record du monde du 5 000 mètres à Stockholm en 13 min 12 s 86. À cause du boycott occidental, il n'a pas pu disputer les Jeux Olympiques de Moscou en 1980.
Il courra quelques marathons et réussira 2 h 10 min 47 s en 1980.
Il se lance ensuite dans la politique.
En 2015, il s'était moqué de l'impossibilité de faire ses courses à vélo. Les réseaux sociaux s'étaient emparés de l'affaire. Le mot dièse #quaxing est alors apparu sur Twitter et persiste encore en 2021.

## Palmarès
| Année | Compétition          | Lieu      | Place | Épreuve |
| ----- | -------------------- | --------- | ----- | ------- |
| 1970  | Jeux du Commonwealth | Édimbourg | 2e    | 1 500 m |
| 1976  | Jeux olympiques      | Montréal  | 2e    | 5 000 m |

## Records
- Record du monde du 5 000 m en 13 min 12 s 86 le 5 juillet 1977 à Stockholm